# Gräfin Mariza (1958)
Gräfin Mariza ist eine deutsche Operettenverfilmung von Rudolf Schündler aus dem Jahr 1958. Rudolf Schock und Christine Görner sind in den Hauptrollen besetzt, Gunther Philipp, Renate Ewert und Kurt Großkurth in tragenden Rollen. Nach 1925 und 1932 war es die dritte Verfilmung von Emmerich Kálmáns Operette Gräfin Mariza. 1974 erfolgte eine weitere Verfilmung fürs Fernsehen.

## Handlung
Gräfin Mariza interessiert sich kaum für ihr Gut in Ungarn. Dort hat der verarmte Graf Michael als Verwalter mit der Arbeit begonnen, ohne jedoch seine Stelle bereits per Vertrag sicher zu haben. Dennoch bringt er die Ernte ein, die sonst verderben könnte, hält aber nicht viel von der ihm unbekannten Gräfin. Nur der alte Diener Ferdinand übt jeden Tag mit den Kindern des Dorfes ein Willkommenslied für die Gräfin ein, an deren Erscheinen Michael nicht mehr glaubt. Als Ferdinand Mariza ausrichten lässt, sie solle auf keinen Fall auf das Gut kommen, macht diese sich sofort mit ihrem Hausmädchen Franzi auf den Weg.
Sie erscheint auf dem Gut und wird von Ferdinand begeistert empfangen. Auch Fürst Dragomir, den Mariza nach früherer Gewohnheit noch Onkel Dragomir nennt, ist eingetroffen und macht Mariza sofort einen Heiratsantrag. Diese zeigt sich überrascht, selbst auf dem Gut vor Verehrern nicht sicher zu sein, und lässt kurzerhand eine Illustrierte ihre Verlobung mit einem Kolomán Zsupán abdrucken, einen Namen, den sie der Operette Der Zigeunerbaron entlehnt hat, ohne zu wissen, dass es einen Mann dieses Namens tatsächlich gibt. So hofft sie, endlich Ruhe vor ihren Verehrern zu haben.
Das Leben auf dem Gut befreit Mariza, sodass sie sich eines ihrer einfachen Kleider anzieht, das sie früher immer getragen hat, und barfuß über die Felder läuft. So trifft sie der Verwalter Michael an, der sie für eine Magd des Gutes hält und von ihrer ungezwungenen Art begeistert ist. Er verliebt sich in sie, hat er doch die Gräfin trotz mehrfacher Anfrage nie sprechen können. Sie spielt ihre Rolle weiter, nennt sich Etelka und trifft sich mehrfach heimlich mit Michael. Er schenkt ihr rote Stiefel und gesteht ihr seine Liebe.
In Budapest versucht unterdessen der arme Kolomán Zsupán mal wieder bei seinem besten Freund Istwan Geld und Zigarren zu schnorren. Inzwischen steht er bei seinem Schneider und auch in verschiedenen Cafés so sehr in der Kreide, dass ihm niemand mehr Kredit geben will. Mit dem letzten Geld kauft er ein Los, das ihm prompt den Gewinn eines preisgekrönten Schafs einbringt. Auch die junge Lisa hatte derartiges Glück und gewinnt einen Hammel. Da Hammel und Schaf stets zusammen gehalten wurden, wollen sie sich auch jetzt nicht mehr trennen und so wird auch aus Kolomán und Lisa bald ein Paar. Sie zeigen sich erfreut, als mit einem Mal alle Kreditgeber Kolománs äußerst zuvorkommend werden und das Paar und auch die Tiere bereitwillig mit Essen versorgen. Als Lisa jedoch in der Zeitung liest, dass Kolomán angeblich mit Gräfin Mariza verlobt ist, packt sie ihre Sachen und ihren Hammel und geht. Kolomán beschließt, die unbekannte Verlobte aufzusuchen.
Lisa hat sich auf das Gut der Mariza begeben, um sich bei ihrem Bruder auszuweinen – der niemand anderes als Michael ist. Mariza überrascht beide und denkt, Lisa sei Michaels Braut. Sie lässt ihm die roten Stiefel zurückgeben und feiert nun öffentlich ihre Verlobung. Prompt erscheint Kolomán auf dem Fest und lässt sich überreden, bis zu Marizas Abreise ihren Verlobten zu spielen, da Mariza ihm die Begleichung seiner Schulden in Aussicht stellt. Gleichzeitig behandelt sie Michael herablassend und erniedrigt ihn; er wiederum wendet sich von ihr ab. Bald finden Kolomán und Lisa zusammen und klären das Missverständnis auf. Auch Mariza wird Zeugin der Geständnisse und weiß nun, dass Lisa Michaels Schwester ist. Sie erklärt Michael all die Verwechslungen und Täuschungen, doch stellt dieser fest, dass er nie Mariza, sondern immer nur Etelka geliebt habe. Kurze Zeit später kehrt Mariza zu ihm zurück, in ihrem einfachen Kleid und barfuß und bittet ihn um ihre Stiefel. Es kommt zur Versöhnung der beiden.

## Produktionsnotizen
Die Dreharbeiten fanden im Oktober 1958 im Burgenland statt; weitere Aufnahmen entstanden im Atelier Bendestorf. Für die Filmbauten trug Wolf Englert die Verantwortung. Die Liedtexte stammen von Robert Gilbert. Der Erstverleihung erfolgte durch die Constantin Film Verleih GmbH (München).

## Rezeption

### Veröffentlichung
Die Uraufführung war am 17. Dezember 1958. Im Fernsehen wurde Gräfin Mariza erstmals am 26. Juli 1970 im Programm der ARD gezeigt. Am 26. Dezember 1959 wurde der Film unter dem Titel Grevinnan Mariza in Schweden veröffentlicht und am 9. Juni 1960 unter dem Titel Grevinde Mariza in Dänemark. Weitere Veröffentlichungen erfolgten in Frankreich (La Comtesse Maritza) und in Griechenland (Kontessa Maritsa).
Der Film wurde am 3. Februar 2011 von Kinowelt unter dem Titel „Die schönsten Musikfilme der 50er Jahre“ auf DVD herausgegeben zusammen mit vier weiteren Operettenverfilmungen. Am 21. November 2008 gab Studiocanal/Kinowelt den Einzelfilm auf DVD heraus.

### Kritik
Das 1990 vom film-dienst herausgegebene Lexikon des internationalen Films bezeichnete Gräfin Mariza als „sympathisch-temperamentvolle Verfilmung der gleichnamigen Operette.“ In der Neuauflage des Lexikons 2001 wurde die Operettenverfilmung als „teils sentimental, teils beschwingt-heiter, manchmal in Klamauk umschlagend, insgesamt aber annehmbar unterhaltend“ bezeichnet. Auch der Evangelische Film-Beobachter beurteilt den Streifen überwiegend positiv: „Recht nette und flotte Farbverfilmung der bekannten Operette von Emmerich Kalman. Ein harmlos-heiteres Feierabendvergnügen.“
Cinema fand in Gräfin Mariza lediglich „Puszta-Romantik und bekannte Melodien“ mit Rudolf Schock.